# حادثة ضرب بوش بالحذاء
حادثة ضرب بوش بالحذاء في 14 ديسمبر/كانون الأول 2008، ألقى الصحفي العراقي منتظر الزيدي حذائه على الرئيس الأمريكي جورج دبليو بوش خلال مؤتمر صحفي عراقي. تهرب بوش بسرعة، وتجنب أن يصطدم بأي من الحذاء. اصطدم الحذاء الثاني بالعلم الأمريكي، وقام الحراس بعد ذلك بإمساك الزيدي وركله وإسراعه إلى خارج الغرفة. ظهرت دمى العديد من رؤساء الولايات المتحدة منذ فترة طويلة بالأحذية عليها في جميع أنحاء الشرق الأوسط، ولكن لم يلق رمي الأحذية شهرة واسعة حتى هذا الحدث. منذ ذلك الحين، كان هناك العديد من حوادث الأحذية الأخرى على نطاق دولي. وحكم على الزيدي بالسجن ثلاث سنوات وخفف إلى عامين. في 15 سبتمبر/أيلول 2009، بعد تسعة أشهر من الحبس، تم الإفراج عنه مبكرًا لأنه ليس لديه سجل جنائي سابق.

## الحدث
خلال مؤتمر صحفي في 14 ديسمبر/كانون الأول 2008 في قصر رئيس الوزراء في بغداد، ألقى الصحفي العراقي منتظر الزيدي حذائه على رئيس الولايات المتحدة جورج دبليو بوش. كان من المقرر أن يترك بوش منصبه بعد خمسة أسابيع تقريبًا، بعد تنصيب خليفته باراك أوباما. وصاح بالعربية وهو يلقي حذائه الأول «هذه قبلة وداع من الشعب العراقي أيها الكلب». وصرخ وهو يلقي حذائه الثاني «هذا للأرامل والأيتام وكل القتلى في العراق». تهرب الرئيس بوش مرتين لئلا يصطدم بالحذاء، وحاول رئيس الوزراء المالكي الإمساك بأحد الأحذية لحمايته. تم سحب الزيدي إلى الأرض قبل أن يمسكه حراس رئيس الوزراء المالكي ويركلوه ويدفعوه خارج الغرفة. أصيبت السكرتيرة الصحفية للبيت الأبيض دانا بيرينو في وجهها بفعل انفجار الميكروفون الذي ضربه حارس شخصي رئاسي.
وقال الرئيس بوش إن بعض المراسلين العراقيين اعتذروا له. أشكركم على اعتذاركم باسم الشعب العراقي. قال. «إذا كنت تريد الحقائق، فهو حذاء مقاس 10 قد رميه.» ولدى سؤاله عن الحادث من قبل مراسل آخر، قال الرئيس بوش: «إنها وسيلة للفت انتباه الناس. لا أعرف ما هو سبب الرجل. لم أشعر بالتهديد من ذلك.» وعندما طُلب منه لاحقًا التفكير في الحادث، قال الرئيس بوش: «لم يكن لدي متسع من الوقت للتفكير في أي شيء، كنت أتهرب وأتهرب. أنا لست غاضبًا من النظام. أعتقد أن المجتمع الحر آخذ في الظهور وأن المجتمع الحر ضروري لأمننا وسلامنا». قالت بيرينو: «لا أعتقد أنه يمكنك أن تأخذ رجلاً يلقي حذائه كممثل للشعب العراقي».
وفيما كان يُسمع صوت صراخ الزيدي من غرفة مجاورة، علق الرئيس بوش -الذي تفادى الحذائين وأصاب أحدهما العلم الأمريكي خلفه- على الحادثة قائلا: «كل ما أستطيع قوله إنهما (الحذاءان) كانا مقاس عشرة» كما أضاف: «هذا يشبه الذهاب إلى تجمع سياسي فتجد الناس يصرخون فيك، إنها وسيلة يقوم بها الناس للفت الانتباه.. لا أعرف مشكلة الرجل، لكني لم أشعر ولو قليلا بتهديد».
احتُجز الزيدي في البداية من قبل حراس رئيس الوزراء وتم تسليمه لاحقًا إلى قيادة الجيش العراقي في بغداد. سلمته القيادة إلى القضاء العراقي. وخرج المئات إلى الشوارع للمطالبة بالإفراج عنه. كان من الممكن أن يواجه الزيدي اتهامات بإهانة زعيم أجنبي ورئيس الوزراء العراقي. كان من الممكن أن تؤدي إدانة هذه التهم إلى عقوبة تصل إلى عامين في السجن أو غرامة صغيرة، على الرغم من أنه من غير المرجح أن تواجه العقوبة القصوى نظرًا «لوضعه العبادة» الجديد في العالم العربي، وفقًا لمراقب الشرق. ذكر محام عراقي أن الزيدي كان من المحتمل أن يُحكم عليه بالسجن لمدة عامين على الأقل إذا تمت مقاضاته. مثل الزيدي أمام قاض في 17 ديسمبر/كانون الأول 2008. ورفض أن يمثله خليل الدليمي الذي دافع عن الرئيس العراقي الراحل صدام حسين قبل إعدامه، وقال أيضا إنه يريد أن يمثله محام عراقي. وقال ضياء السعدي، محامي الزيدي ورئيس نقابة المحامين العراقيين، «سأقدم نفسي بصفتي محاميه وأطلب إغلاق القضية وإطلاق سراح منتظر لأنه لم يرتكب جريمة». «لقد عبر عن نفسه بحرية فقط للمحتل، وله هذا الحق وفقًا للقانون الدولي». في 17 ديسمبر/كانون الأول 2008 مثل الزيدي على انفراد أمام قاض من داخل المنطقة الخضراء.
بعد الحادثة صرحت أسرة الزيدي أنها تلقت العديد من مكالمات التهديد. وقد ذكر ضرغام الزيدي شقيق منتظر لوكالة فرانس برس مساء الثلاثاء 16 ديسمبر 2008 أن أحد العاملين في المنطقة الخضراء أكد له أن «منتظر نقل إلى مستشفى ابن سينا في المنطقة الخضراء لتلقي العلاج إثر إصابته بكسر في ذراعه وأحد أضلاعه وإصابات في مناطق متفرقة من جسده».

## استجواب الزيدي بعد الحادث
أفاد مصدر حكومي عراقي أن الزيدي قيد التحقيق معه ويتولى استجوابه حرس رئيس الوزراء العراقي نوري المالكي، وأضاف المسؤول في تصريح لوكالة أسوشيتد برس أنه يتم إجراء اختبارات لمعرفة ما إذا كان الزيدي يتعاطي الكحول أو المخدرات، وقال إن التحقيقات تركز على ما إذا كان الزيدي قد تلقى أموالاً ليقوم بإلقاء حذائه على بوش خلال المؤتمر الصحفي المشترك مع المالكي الأحد في بغداد.
وكان المالكي قد حاول التصدي لحذاء منتظر لكي لا يصيب الرئيس بوش، وقد أشاد ببوش بعد الحادثة وبمواقفه التي اعتبرها داعمة للشعب العراقي.
من جهته قال خليل الدليمي المحامي، الذي دافع عن الرئيس العراقي الراحل صدام حسين، إن 100 محام عراقي تطوعوا للدفاع عن المراسل المذكور.
ترددت أخبار حول رسالة تركها الزيدي لزملائه قبل ذهابه للمؤتمر الصحفي قال فيها أنه خطط لعمل مشرف يواجه به بوش ويدخله التاريخ. وقد أكد أحد العاملين في قناة «البغدادية» الفضائية الإثنين أن زميله الصحافي منتظر الزيدي «وطني متشدد» كان يخطط منذ أشهر لفعلته التي أدانتها الحكومة العراقية.

## سياق الكلام
تعتبر الأحذية غير نظيفة في الوطن العربي. وقد أعرب ماثيو كاسيل من الانتفاضة الالكترونية في سياق حادثة «ضرب بوش» عن رأي مفاده أن وسائل الإعلام الغربية بالغت في تصوير هذه الظاهرة باعتبارها «لحظة عربية».

## ردود الأفعال

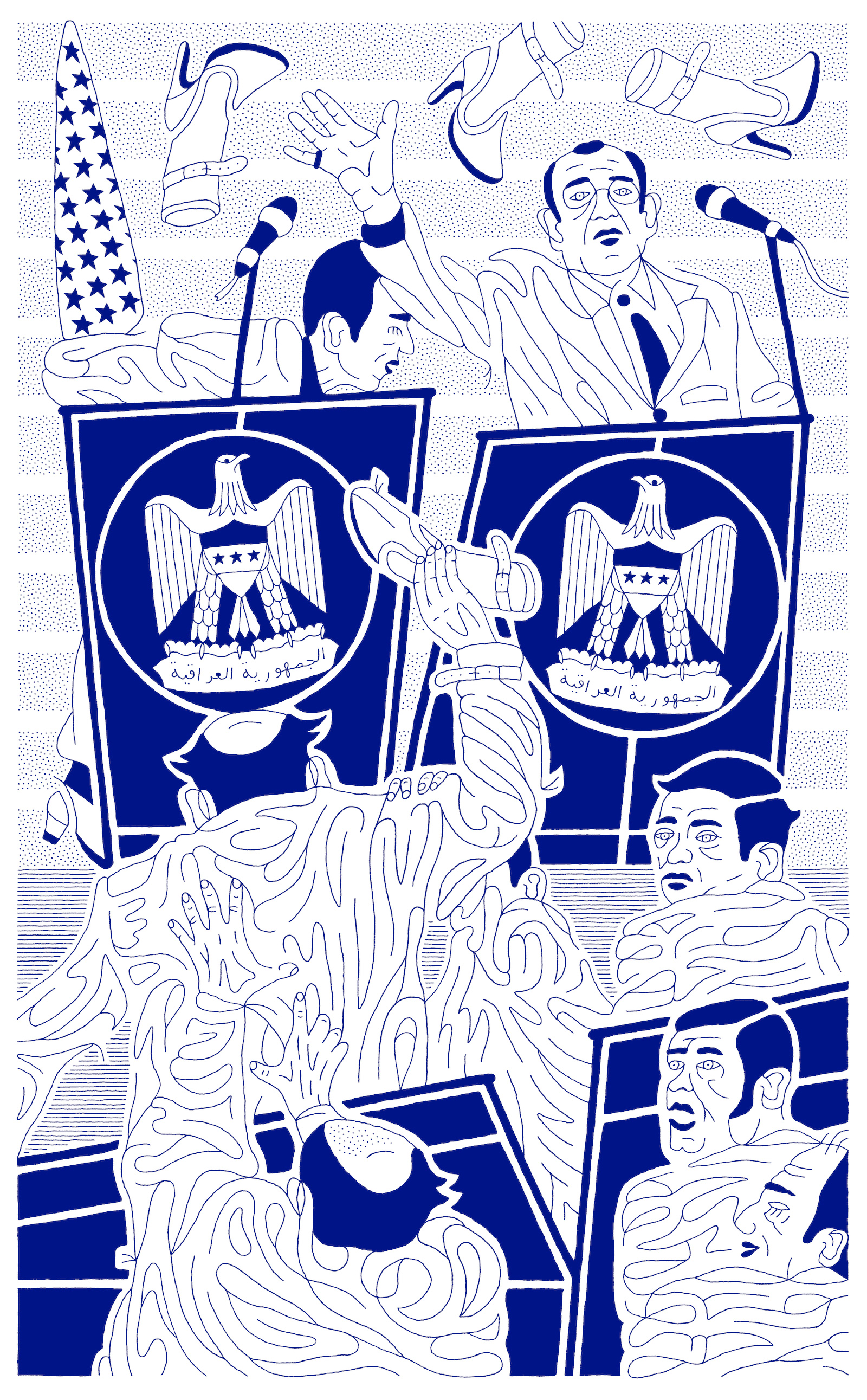
رسم بالحبر بعنوان "المؤتمر الصحفي لبوش والمالكي. بغداد، ديسمبر 2008" 2009، بأبعاد 42 x 26 إنش

#### بيان قناة البغدادية عقب الحادث
طالبت قناة البغدادية الإفراج عن مراسلها منتظر الزيدي الذي وبحسب موقع روسيا اليوم نقل إلى مكان مجهول إثر الحادث.

وقد أصدرت القناة -والتي يرأسها رجل الأعمال العراقي عون حسين الخشلوك وتبث برامجها من القاهرة- بيانا عقب الحادث وكان نصه كالتالي:
| حادثة ضرب بوش بالحذاء | بسم الله الرحمن الرحيم تطالب قناة البغدادية السلطات العراقية بالإفراج الفوري عن منتسبها منتظر الزيدي تماشيًا مع الديمقراطية وحرية التعبير التي وعد العهد الجديد والسلطات الأمريكية العراقيين بها وأن أي إجراء يُتّخذ ضد منتظر إنما يذكّر بالتصرفات التي شهدها العصر الديكتاتوري وما اعتراه من أعمال عنف واعتقال عشوائي ومقابر جماعية ومصادرة للحريات العامة والخاصة كما نطالب المؤسسات الصحفية والإعلامية العالمية والعربية والعراقية بالتضامن مع منتظر الزيدي للإفراج عنه. مجلس إدارة قناة البغدادية في الرابع عشر من كانون أول عام 2008 | حادثة ضرب بوش بالحذاء |

#### وسائل الإعلام العربية
عمومًا أعلن معظم الصحفيين العرب تأييدهم للزيدي بما فعله، مطالبين بسرعة الإفراج عنه بعد الاعتداء عليه بشكل وحشي أثناء اعتقاله.
وقال صحفيو جريدة «الأسبوع» المصرية التي يرأس تحريرها الصحفي والنائب المستقل مصطفى بكري في بيان تلقى موقع الجزيرة نت نسخة منه، إن «الزيدي استخدم حقه المشروع في التعبير عن رأيه ومقاومة المحتل لبلاده، لذا يجب ألا يكون هذا مبرراً للعصف بحقوقه القانونية أو تجاوز أحكام المعاملة الإنسانية، وهو ما يستوجب إطلاق سراحه فوراً».
وكانت نقابة الصحفيين المصرية قد أكدت تضامنها الكامل مع الزيدي المحتجز لدى السلطات العراقية مطالبة بالحفاظ على سلامته وإطلاق سراحه وتأمين محاكمة عادلة له. وقالت النقابة -في بيان لها اليوم الإثنين- إن الاحتلال الأمريكي للعراق وممارسته البشعة ضد المواطنين العراقيين كانت وراء الحالة النفسية التي دفعت الصحفى الزيدى للقيام بهذا الفعل.

#### وسائل الإعلام العالمية
وقد استفاضت وسائل الإعلام الغربية في تفسير معاني رمي الحذاء على شخص في الثقافة العربية وكذلك الجلوس متقاطع الأقدام أمام شخص آخر، مشيرةً إلى أن هذا الأمر يعد إهانة عند العرب، رغم أن إلقاء الحذاء في وجه آخر تعد إهانة عند جميع الشعوب، وتطرقت إلى ما فعله العراقيون عقب سقوط بغداد عام 2003 وقيام عشرات العراقيين بضرب رأس تمثال الرئيس العراقي الراحل صدام حسين بالأحذية. غير أن بوش تقبلها بصدر رحب، وخصوصاً أنها جاءت في أعقاب التوقيع على الاتفاقية الأمنية بين بغداد وواشنطن. ووصفت تقارير صحفية الحادثة بأن نهاية تدخّل بوش في العراق كانت كبدايتها، وأنها تميزت بالفوضى والغضب، في إشارة إلى إلقاء الصحفي الحذاء على بوش. فيما نقلت أن الصحفي تابع توجيه الإهانات اللفظية، وأنه نعت بوش، الذي قام برابع زيارة وآخرها للعراق، بـ«الكلب».

### ردود أفعال الرأي العام العربي والعالمي
- اتحاد المحامين العرب: وقد حمل اتحاد المحامين العرب الحكومة العراقية والولايات المتحدة مسؤولية الحفاظ على حياة منتظر الزيدي، وأعلن نقيب المحامين المصريين ورئيس اتحاد المحامين العرب سامح عاشور تشكيل لجنة من نقابات المحامين العربية ومحامين أجانب للدفاع عن الصحفي الزيدي، مطالبا بتدخل الجامعة العربية لضمان سلامته. كما قال إن «العالم بأكمله شهد اعتقال الرجل وسمع صراخه عندما كان حراس الرئيس الأميركي يضربونه، وعلى بغداد أن تضمن حياة مواطنها وأن تضمن له محاكمة شفافة وعلنية إذا ما تقررت محاكمته».[21]
- موقع الفيس بوك: وفي الموقع الإلكتروني الشهير فيس بوك، تم إنشاء نحو ثلاثمائة مجموعة للتضامن مع منتظر الزيدي انضم إليها قرابة نصف مليون عضو في أقل من 24 ساعة. ووفقاً لموقع الجزيرة نت فأغلب منشئي هذه المجموعات من المصريين، وقد نال حذاء الزيدي القدر الأكبر من الاهتمام وأصبح مادة للتعليق والسخرية من الرئيس الأمريكي، حيث اقترح البعض عرضه في مزاد علني على شبكة الإنترنت تقديرا للزيدي.[21]
- مظاهرات في العراق: في العراق قامت مظاهرات حاشدة لدعم وتأييد الزيدي والمطالبة بالإفراج عنه، ونقلت مصادر إعلامية أن المظاهرة انطلقت من مدينة الصدر باتجاه ساحة الفردوس ببغداد للمطالبة بإطلاق سراح منتظر الزيدي فورا، وقد حمل المتظاهرين لافتات مؤيدة للزيدي وتطالب بالإفراج الفوري عنه.[23]
- تكريم من ابنة معمر القذافي: كما قررت جمعية واعتصموا الخيرية التي ترأسها عائشة القذافي ابنة الزعيم الليبي السابق معمر القذافي منح وسام الشجاعة لمنتظر الزيدي، وقالت الجمعية في بيان لها «إن الصحافي منتظر الزيدي قال من خلال ذلك صراحة: لا لانتهاك حقوق الإنسان وعبر عن موقفه بقذف حذائه على وجه الرئيس الإمريكي جورج بوش».[19] وقالت الجمعية التي ترأسها عائشة القذافي في بيان أن الجمعية قررت منح منتظر الزيدي وسام الشجاعة لأن ما فعله يمثل انتصاراً لحقوق الإنسان في مختلف أنحاء العالم.[24]
- اختياره كشخصية العام 2008: اختارته شبكة سي إن إن لإخبارية الأمريكية كشخصية للعام 2008 في استطلاع أجرته لقراء موقعها على الإنترنت. وعلق موقع سي إن إن على اختياره: «أنه في زمن غابت عنه الزعامات الكارزمية، أصبح منتظر الزيدي، مراسل قناة «البغدادية» العراقية، شخصية العام 2008، باختيار قراء «سي ان ان» بالعربية، متفوقاً على شخصيات أخرى برزت خلال العام نفسه، منها الرئيس الأمريكي المنتخب باراك أوباما» حيث حصل الزيدي على 57% من أصوات القراء فيما حصل الرئيس الأمريكي المنتخب باراك أوباما على 27% بينما كان نصيب العاهل السعودي 16% من الأصوات.[25]
- في فيلم بوبوس للممثل عادل إمام تم اظهار اللقطة بشكل يتوافق مع كلام الممثل عادل امام بكلمة (...ضربة معلم...)

## محاكمة الزيدي
أدانت الحكومة العراقية بشدة ما فعله الزيدي واعتبرته خروجاً عن القانون ووصفته بالعمل الهمجي والمشين. وحسب موقع رويترز العربية قال ياسين مجيد المستشار الإعلامي لرئيس الحكومة العراقية أن الحكومة قررت إحالة الزيدي إلى القضاء العراقي وسيحاسب وفق القوانين العراقية.
ووفقاً لموقع العربية.نت فإن مصدر من قناة البغدادية أكد أن القناة لم يكن لها علم للإحالة القضائية رغم أنها تبرعت بأربعة محامين للدفاع عن مراسلها من قبل علمها. وأشار المصدر إلى أن والدة منتظر دخلت المستشفى بعد تدهور وضعها الصحي اليوم، كاشفًا عن أن عملية الاعتقال شملت أربعة آخرين من قناة البغدادية حضروا المؤتمر الصحفي، وهم مصوران ومراسلان غير الزيدي، وأحد المصورين هو نجل الفنان الكوميدي العراقي جاسم شرف". وأوضح "لقد تعرضوا جميعًا للضرب الشديد، وتمت تعريتهم، وتدخلت السفارة الأمريكية لإطلاقهم باستثناء منتظر الذي بقي معتقلا فيما أطلق الآخرون".
وصرّح مؤيد اللامي، نقيب الصحفيين العراقيين، أنه علم من مصادر رسمية رفيعة بإحالة الصحفي منتظر الزيدي للقضاء العراقي دون التمكن من معرفة طبيعة التهم الموجهة ضده. وأضاف متحدثًا عن موقف النقابة مما جرى «نسعى للحفاظ على حياته وكرامته، ونحن نعمل لحريته وفق قانون العفو العام، ومنتظر لم يسجل في ماضيه أنه أساء لأحد»، وتابع «ما حصل يعبر عن احتقان شخصي رغم أنه ليس من أدوات العمل الصحفي، وطلبت زيارته وأنتظر الجواب».
في صباح الأربعاء 17 ديسمبر 2008 مثل الزيدي أمام القضاء لتدوين إفادته. ويواجه اتهاما بإهانة رئيس دولة أجنبية في زيارة رسمية للعراق، وتصل عقوبة هذه التهمة إلى السجن من سبع إلى خمسة عشر سنة. وقد أكد طارق حرب الخبير القضائي العراقي أن الزيدي بعث برسالة اعتذار لرئيس الوزراء العراقي بما حدث، وأضاف حرب أنه علم أن هذه الرسالة لقيت ترحيبا من قبل الحكومة ومجلس الوزراء.
وقد حولت السلطات العراقية قضية الزيدي إلى المحكمة الجنائية المركزية في البلاد، والتي يناط بها التعامل مع قضايا الأمن والإرهاب. وقد صرح ضرغام الزيدي بأنه لم يتم إحضار منتظر للمحاكمة، ولكن قاضي التحقيق أخبره أن منتظر متعاون بشكل جيد.
وقد صرح ضرغام الزيدي شقيقه لفرانس برس وعدي الزيدي للجزيرة أن منتظر اتصل الثلاثاء بالعائلة، وأبلغهم أنه سيمثل للمحاكمة يوم الأربعاء الساعة السابعة صباحا وطلب منهم إحضار محامين للدفاع عنه. ووفقا لعدي فقد وجد أكثر من 150 محاميا عراقيا ينتظرون أمام المحكمة للدفاع عن منتظر، وظلوا ينتظرونه حتى الساعة العاشرة دون أن يصل، وعند سؤالهم بعض موظفي المحكمة علموا أن منتظر اقتيد إلى مكان مجهول ليحاكمه هناك قاض مجهول. ووصف عدي محاكمة الزيدي بالخدعة وقال أن الهدف منها تهدئة الرأي العام. كما طالب عدي أن يحاكم الزيدي وفقا للمادة بناء على المادة 227 المتعلقة بإهانة رئيس الوزراء والتي تصل عقوبتها إلى سنتين فقط.
وتقرر محاكمة الزيدي وفقا للمادة من قانون العقوبات العراقي رقم 111 لسنة 1969 بعد أن رفضت المحكمة طلبا تقدم به فريق الدفاع لتغيير المادة.
ويمثل الزيدي أمام محكمة عراقية في 19 فبراير 2009، حيث صرح متحدث قضائي عراقي أنه ستوجه للصحفي تهمة «الاعتداء على رئيس دولة أجنبية أثناء قيامه بزيارة رسمية إلى الجمهورية العراقية»، وهي تهمة قد تصل فترة عقوبتها إلى السجن لمدة 15 عاماً.

### حكم
في 11 مارس 2009 حكمت محكمة عراقية على الصحفي العراقي منتظر الزيدي، بالسجن ثلاث سنوات قابلة للتمييز، فيما أعلن رئيس فريق الدفاع عن الصحفي والذي يضم 25 محاميا جميعهم متطوعون، أن الحكم «يخالف القوانين العراقية» وانه سيطعن فيه امام محكمة التمييز. وفي يوم 7 أبريل 2009 تم تخفيف الحكم على الصحفي العراقي منتظر الزيدي من ثلاث أعوام إلى عام واحد.
وردت أخبار حول الإفراج عن منتظر الزيدي في شهر سبتمبر 2009 قبل ثلاثة أشهر من انتهاء مدة عقوبته نقلتها وكالة أسوشيتدبرس عن كريم الشجيري محامي الزيدي وقال أنه أُبلغ القرار رسميا من المحكمة.

### إطلاق سراحه
بعد أن قضى منتظر الزيدي ثلاث أرباع المدة، أحق له القانون العراقي بالخروج من السجن على شريطة حسن السير والسلوك، وقد أطلق سراحه في تاريخ 15 سبتمبر 2009. وبعد إطلاق سراحه، قال مُنتظر الزيدي أنّه تعرّض للتعذيب، وطالب رئيس الوزراء «المالكي» باعتذار، بعد أن اتهمه بحجب الحقيقة. وانتقل للإقامة في سويسرا للعلاج من التعذيب، وقام بإنشاء مؤسسة الزيدي لرعاية ضحايا الاحتلال الأمريكي في العراق. وقد رفض لجوءاً سياسياً قدمه له البرلمان السويسري وعاد إلى بيروت وتزوج من صحافية في لبنان.

## حذاء الزيدي

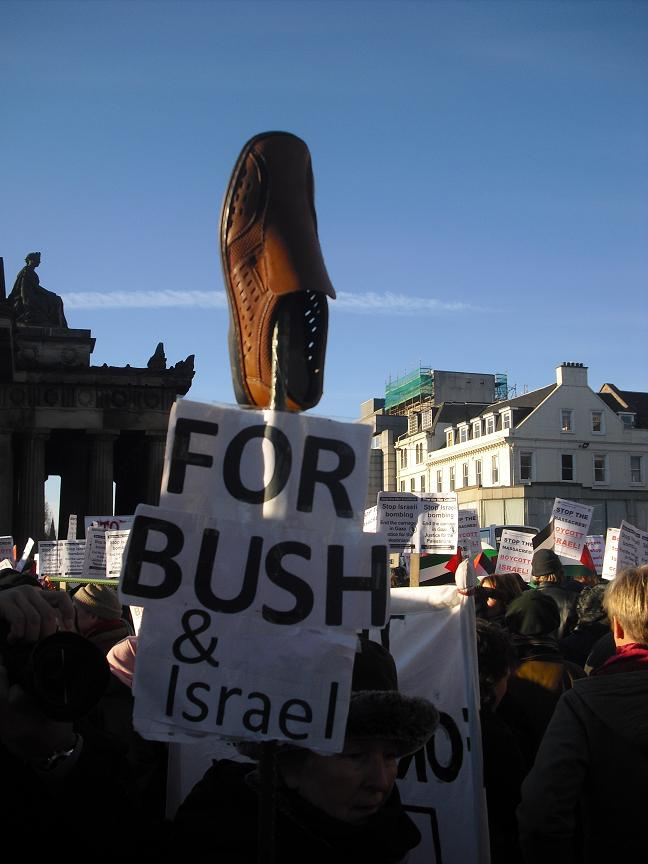
متظاهرة أوربية تحمل لافتة معلق عليها حذاء ومكتوب عليها لِبوش وإسرائيل

حظي الزيدي بتأييد كبير من الرأي العام العربي. كما حصل حذاءه على قدر كبير من الاهتمام حيث اعتبره الكثيرون رمزا للكرامة فيما اعتبر الزيدي في الرأي العام العربي بطلاً. عرض أحد المواطنين السعوديين مبلغ 10 مليون دولار لشراء حذاء الزيدي إشارة لتأييده لقذف الحذاء بوجه الرئيس بوش، كما عرض المدير الفني السابق للمنتخب العراقي عدنان حمد مبلغ 100 ألف دولار لشراء الحذاء. كما ظهرت مجموعة ألعاب على شبكة الإنترنت تظهر الحذاء وهو يرمى به على الرئيس بوش.
في كثير من دول العالم أصبح قذف الأحذية وسيلة للاحتجاج على السياسة الأمريكية حول العالم منذ حادثة رمي الحذاء، حيث قام المتظاهرون بقذف أحذيتهم على مباني السفارات الأمريكية حول العالم كوسيلة للاحتجاج على السياسة الأمريكية في الشرق الأوسط.
وفي مدينة تكريت العراقية تم وضع رمز كبير في يوم 27 يناير 2009، وهو عبارة عن نصب عملاق لحذاء تكريماً للصحفي العراقي منتظر، ويبلغ ارتفاع النصب مترين، وملئ بشجيرات بلاستيكية، وهو مصنوع من معدن البرونز. وقام بنحته النحات العراقي ليث العامري وذلك بمساعدة ملجأ للأيتام بمدينة تكريت مستخدماً مادة الألياف الزجاجية (الفايبرغلاس) المغلف بالنحاس والذي تم رفعه فوق منصة إسمنتية. وتم كتابة بيتين من الشعر على هذا النصب عند قاعدتهِ:
أزالت السلطات الأمنية في محافظة صلاح الدين النصب التذكاري بأمر من نوري المالكي، وتوجهت شرطة مدينة تكريت إلى المكان الذي شيّد فيه النصب للتأكد من إزالته.